# Turkmenska sovjetska enciklopedija
Turkmenska sovjetska enciklopedija (ruski: Туркменская советская энциклопедия, skraćeno ТСЭ, turkmenski: Түркмен совет энциклопедиясы) prva je opća enciklopedija na turkmenskome. Pisana je ćirilicom. Izdavala ju je „Glavna redakcija Turkmenske sovjetske enciklopedije“ (ruski: Главной редакцией Туркменской советской энциклопедии) od 1974. do 1989. u 10 svezaka. Glavni urednik prvoga sveska bio je Pygam Azimov, tadašnji rektor Turkmensko državno sveučilište imena Gorki, a 2. – 10. Nury Atamamedov. Na temelju Turkmenske sovjetske enciklopedije nastala je jednosveščana enciklopedija Turkmenska SSR koja je izdana 1983. godine na turkmenskome, a 1984. na ruskome.